# Katsina (stát)
Katsina je jeden ze 36 států Nigérie. Leží v severní části země a jeho hlavním městem je Katsina. Jeho sousedními státy jsou Zamfara na západě, Kano a Jigawa na východě a Kaduna na jihu. Na severu stát sousedí s Nigerem. V roce 2023 ve státě žilo přibližně 9,3 milionu obyvatel a po státech Kono a Lagos tak šlo o třetí nejlidnatější stát v zemi. Z hlediska rozlohy jde o středně velký nigerijský stát (17. místo z 36). Dominantními etniky ve státě jsou Hausové a Fulbové. Asi 80 % obyvatel státu vyznává islám, zbylých 20 % jsou křesťané. 